# USS Gantner (DE-60)
USS Gantner (DE-60/APD-42) là một tàu hộ tống khu trục lớp Buckley được Hải quân Hoa Kỳ chế tạo trong Chiến tranh Thế giới thứ hai. Tên nó được đặt theo hạ sĩ quan Samuel Merritt Gantner (1919-1941), người từng phục vụ trên thiết giáp hạm Nevada (BB-36) và đã tử trận trong cuộc tấn công Trân Châu Cảng vào ngày 7 tháng 12, 1941. Nó đã phục vụ trong chiến tranh cho đến đầu năm 1945, khi được cải biến thành một tàu vận chuyển cao tốc mang ký hiệu lườn APD-42, và tiếp tục phục vụ ngay cả sau khi chiến tranh kết thúc cho đến năm 1949. Con tàu được chuyển cho Đài Loan năm 1966 và tiếp tục phục vụ cùng Hải quân Trung Hoa dân quốc như là chiếc ROCS Wen Shan (DE-34) cho đến khi ngừng hoạt động năm 1991 và bị tháo dỡ năm 1992.

## Thiết kế và chế tạo
Những chiếc thuộc lớp tàu hộ tống khu trục Buckley có chiều dài chung 306 ft (93 m), mạn tàu rộng 37 ft 1 in (11,30 m) và độ sâu mớn nước khi đầy tải là 11 ft 3 in (3,43 m). Chúng có trọng lượng choán nước tiêu chuẩn 1.400 tấn Anh (1.400 t); và lên đến 1.740 tấn Anh (1.770 t) khi đầy tải. Hệ thống động lực bao gồm hai turbine hơi nước General Electric công suất 13.500 mã lực (10.100 kW), dẫn động hai máy phát điện công suất 9.200 kilôwatt (12.300 hp) để vận hành hai trục chân vịt;  công suất 12.000 hp (8.900 kW) cho phép đạt được tốc độ tối đa 23 kn (26 mph; 43 km/h), và có dự trữ hành trình 6.000 nmi (6.900 mi; 11.000 km) khi di chuyển ở vận tốc đường trường 12 kn (14 mph; 22 km/h).
Vũ khí trang bị bao gồm ba pháo 3 in (76 mm)/50 cal trên tháp pháo nòng đơn có thể đối hạm hoặc phòng không, một khẩu đội 1,1 inch/75 caliber bốn nòng và tám pháo phòng không Oerlikon 20 mm. Vũ khí chống ngầm bao gồm một dàn súng cối chống tàu ngầm Hedgehog Mk. 10 (có 24 nòng và mang theo 144 quả đạn); hai đường ray Mk. 9 và tám máy phóng K3 Mk. 6 để thả mìn sâu. Khác biệt đáng kể so với lớp Evarts dẫn trước là chúng có thêm ba ống phóng ngư lôi Mark 15 21 inch (533 mm). Thủy thủ đoàn đầy đủ bao gồm 186 sĩ quan và thủy thủ.
Gantner được đặt lườn tại xưởng tàu Fore River Shipyard của hãng Bethlehem Steel Company ở Quincy, Massachusetts vào ngày 31 tháng 12, 1942. Nó được hạ thủy vào ngày 17 tháng 4, 1943; được đỡ đầu bởi bà Samuel M. Gantner vợ góa hạ sĩ quan Gantner, và nhập biên chế vào ngày 23 tháng 7, 1943 dưới quyền chỉ huy của Hạm trưởng, Thiếu tá Hải quân Barklie Mckee Henry.

## Lịch sử hoạt động

### 1943 - 1945
Sau khi hoàn tất việc chạy thử máy tại vùng biển Bermuda, Gantner đã hộ tống cho chiếc tàu chở quân SS George Washington đi từ Puerto Rico đến New York, đến nơi vào ngày 1 tháng 12, 1943. Nó rời New York vào ngày 26 tháng 12 để hộ tống một đoàn tàu vận tải vượt Đại Tây Dương, đi đến Londonderry, Bắc Ireland vào ngày 8 tháng 1, 1944. Nó quay trở về New York vào ngày 24 tháng 1, và trong giai đoạn cho đến ngày 8 tháng 10 đã thực hiện thêm bảy chuyến hộ tống vận tải khứ hồi giữa New York và Londonderry, trong thời kỳ phe Đồng Minh đang tích lũy lực lượng nhằm chuẩn bị để tiến hành Chiến dịch Overlord.
Sau khi được sửa chữa tại Xưởng hải quân Boston và thực hành tại Casco Bay, Maine, Gantner rời Boston vào ngày 3 tháng 11 để hộ tống cho chiếc tàu kéo Pinto (ATF-90) vận chuyển ụ nổi ARDC-1 đi sang Cristóbal thuộc vùng kênh đào Panama. Sau đó nó đi đến Miami, Florida và phục vụ như tàu huấn luyện tại khu vực Bahamas và vịnh Guantánamo, Cuba. Nó rời Miami vào ngày 19 tháng 2, 1945 để đi đến Xưởng hải quân New York, nơi nó được cải biến thành một tàu vận chuyển cao tốc lớp Charles Lawrence. Con tàu được xếp lại lớp với ký hiệu lườn APD-42 vào ngày 23 tháng 2, 1945.
Rời New York vào ngày 14 tháng 5, 1945, Gantner thực hành đổ bộ tại khu vực vịnh Chesapeake cho đến ngày 2 tháng 6, khi nó lên đường đi sang khu vực Mặt trận Thái Bình Dương. Băng qua kênh đào Panama và đi ngang qua San Diego, nó đi đến Trân Châu Cảng vào ngày 28 tháng 6 để trình diện và phục vụ cùng Lực lượng Đổ bộ Đệ Ngũ hạm đội. Sau đợt huấn luyện cùng các đội phá hoại dưới nước (UDT: Underwater Demolition Team) tại khu vực vịnh Maalea cho đến ngày 3 tháng 8, nó đón lên tàu Đội UDT-3 tại San Diego và lên đường đi sang Viễn Đông ngang qua Hawaii và quần đảo Marshall, tiến vào vịnh Tokyo, Nhật Bản vào ngày 4 tháng 9. Người nhái thuộc Đội UDT-3 đã khảo sát các bãi biển tại Shiogama Wan và Ominato Ko, Honshū, dọn đường sẵn sàng cho việc đổ bộ lực lượng chiếm đóng. Từ ngày 30 tháng 9 đến ngày 7 tháng 10, người nhái của Đội UDT-3 tiếp tục dọn dẹp chướng ngại vật tại cảng Otaru, Hokkaidō dưới sự giúp đỡ của các đơn vị Lục quân tiền trạm.
Rời vịnh Tokyo vào ngày 12 tháng 10, Gantner đi đến Apra Harbor, Guam và đón lên tàu binh lính Thủy quân Lục chiến được hồi hương. Con tàu đi ngang qua Marshall và Hawaii để về đến San Diego vào ngày 1 tháng 11, nơi nó tiễn những hành khách rời tàu.

### 1946 - 1949
Trong ba năm tiếp theo Gantner đặt căn cứ tại San Diego và phần lớn các hoạt động của nó dành cho việc thực hành đổ bộ cùng lực lượng Thủy quân Lục chiến tại khu vực bờ biển California. Từ ngày 26 tháng 1 đến ngày 6 tháng 3, 1946, nó cùng Phân đội Trinh sát Sư đoàn 1 Thủy quân Lục chiến thực hiện chuyến đi thực hành cơ động tại vùng biển thời tiết giá lạnh, vốn đã đưa nó đến Kodiak, Juneau, vịnh Tolstoi và eo biển Clarence, Alaska. Trong giai đoạn từ ngày 28 tháng 10 đến ngày 18 tháng 11, 1948, con tàu lại hướng lên phía Bắc đảm nhiệm vai trò trinh sát thời tiết và tuần tra tìm kiếm và giải cứu, phục vụ cho máy bay Hải quân tuần tra khu vực phía Bắc Seattle, rồi quay trở về San Francisco.
Gantner quay lại nhiệm vụ huấn luyện đổ bộ tại khu vực cho đến ngày 19 tháng 1, 1949, khi nó khởi hành đi sang Thượng Hải, Trung Quốc. Đến nơi vào ngày 14 tháng 2, nó phục vụ như tàu căn cứ tại các cảng Thượng Hải, Nam Kinh và Thanh Đảo, rồi khởi hành từ đây vào ngày 7 tháng 4 để tháp tùng bảo vệ cho tàu sân bay hộ tống Rendova (CVE-114) đi sang Yokosuka, Nhật Bản. Sau đó nó quay trở về Hoa Kỳ ngang qua Guam và Trân Châu Cảng, về đến San Diego vào ngày 4 tháng 5.
Gantner được cho xuất biên chế vào ngày 2 tháng 8, 1949 và được đưa về Đội San Diego thuộc Hạm đội Dự bị Thái Bình Dương. Tên nó được cho rút khỏi danh sách Đăng bạ Hải quân vào ngày 15 tháng 1, 1966.

### ROCSWen Shan(DE-34)
Con tàu được chuyển cho Trung Hoa dân quốc (Đài Loan) vào ngày 22 tháng 2, 1966 trong khuôn khổ Chương trình Viện trợ Quân sự. Lúc đang trên đường được kéo đi vượt Thái Bình Dương sang Đài Loan, vào ngày 21 tháng 4, 1966, nó gặp tai nạn va chạm với chiếc USS Walter B. Cobb (APD-106) vốn cùng được kéo đi chung; tai nạn khiến nó bị hư hại còn Walter B. Cobb bị đắm.
Nó nhập biên chế cùng Hải quân Trung Hoa dân quốc vào tháng 5, 1966 như là tàu frigate ROCS Wen Shan (PF-34); ký hiệu lườn của nó sau được đổi thành PF-834. Wen Shan ngừng hoạt động năm 1991 và bị tháo dỡ năm 1992.

## Phần thưởng[7]
|  |  |  |

| Huân chương Chiến dịch Hoa Kỳ | Huân chương Chiến dịch Châu Á-Thái Bình Dương | Huân chương Chiến thắng Thế Chiến II |